# ジャコブソン環
代数学において、ヒルベルト環 (Hilbert ring) あるいはジャコブソン環 (Jacobson ring) はすべての素イデアルが原始イデアルの共通部分であるような環である。可換環に対しては原始イデアルは極大イデアルと同じなのでこの場合ジャコブソン環はすべての素イデアルが極大イデアルの共通部分であるような環である。
ジャコブソン環は  Krull (1951, 1952) と  Goldman (1951) によって独立に導入された。Krull はジャコブソン根基との関連からNathan Jacobsonにちなんで名づけ、Goldman はヒルベルトの零点定理との関連から David Hilbert にちなんで名づけた。

## ジャコブソン環と零点定理
代数幾何学のヒルベルトの零点定理は有限個の変数の体上の多項式環はヒルベルト環であるというステートメントの特別なケースである。ヒルベルトの零点定理の一般的な形が述べているのは、R がジャコブソン環であれば任意の有限生成 R-代数 S もそうであるというものである。さらに S の任意の極大イデアル J の引き戻しは R の極大イデアル I であり、S/J は体 R/I の有限拡大である。
とくにジャコブソン環の有限型の射は環の極大スペクトルの射を誘導する。このことは、体上の代数多様体に対して、（スキームが導入される以前はそうであったように）すべての素イデアルではなくすべての極大イデアルだけを考えればしばしば十分である理由を説明する。局所環のようなより一般の環に対しては、環の射が極大スペクトルの射を誘導するということはもはや正しくなく、極大イデアルよりもむしろ素イデアルを使った方がきれいな理論ができる。

## 例
- 任意の体はジャコブソン環である。
- 任意の主イデアル整域やジャコブソン根基が 0 のデデキント整域はジャコブソン環である。主イデアル整域とデデキント整域において、0 でない素イデアルはすでに極大であるので、確認すべき唯一のことは零イデアルが極大イデアルの共通部分であるかどうかだ。ジャコブソン根基が 0 であることを要求すればこれが保証される。主イデアル整域とデデキント整域において、ジャコブソン根基が消えることと無限個の素イデアルが存在することは同値である。
- ジャコブソン環上の任意の有限生成代数はジャコブソン環である。とくに、体や整数環上の任意の有限生成代数、例えば任意のアフィン代数的集合の座標環、はジャコブソン環である。
- 局所環はちょうど1つの極大イデアルをもつので、それがジャコブソン環であるのはちょうど極大イデアルが唯一の素イデアルであるときである。したがってクルル次元 0 の任意の可換局所環はジャコブソン環であるがクルル次元が 1 以上であれば環はジャコブソンではありえない。
- (Amitsur 1956) は非可算体上の任意の可算生成代数はジャコブソン環であることを示した。

## 特徴づけ
可換環 R に対して以下の条件は同値である。
- R はジャコブソン環である。
- R のすべての素イデアルは極大イデアルの共通部分である。
- すべての根基イデアルは極大イデアルの共通部分である。
- すべてのゴールドマンイデアルは極大である。
- R の素イデアルによるすべての商環のジャコブソン根基は 0 である。
- すべての商環において、冪零根基はジャコブソン根基に等しい。
- 体であるような R 上のすべての有限生成代数は R-加群として有限生成である（ザリスキの補題（英語版））
- R の素イデアル P であって R/P が (R/P)[x–1] が体であるような元 x をもつようなものはすべて極大素イデアルである。
- R のスペクトルはジャコブソン空間 (Jacobson space) である、つまりすべての閉部分集合はその中の閉点全体の集合の閉包である。
- （ネーター環 R に対して）： R は R/P が 1 次元半局所環であるような素イデアル P をもたない。

## 性質
- 可換環 R がジャコブソン環であることと R 上の多項式環 R[x] がジャコブソン環であることは同値である[1]。